# Ďanová
Ďanová (ungarisch Deánfalva – bis 1907 Deánfalu) ist eine Gemeinde im Norden der Slowakei mit 554 Einwohnern (Stand 31. Dezember 2024), die zum Okres Martin, einem Teil des Žilinský kraj, gehört und zur traditionellen Landschaft Turiec gezählt wird.

## Geographie
Die Gemeinde befindet sich im Mittelteil des Turzbeckens (slowakisch Turčianska kotlina) im Tal des Baches Blatnický potok. Das Ortszentrum liegt auf einer Höhe von 449 m n.m. und ist 11 Kilometer von Martin entfernt.
Nachbargemeinden sind Necpaly im Norden, Folkušová im Osten, Blatnica im Süden, Karlová im Südwesten, Rakovo im Westen und Príbovce im Nordwesten.

## Geschichte
Ďanová wurde zum ersten Mal 1252 als Villa Jank schriftlich erwähnt und lag jahrelang im Herrschaftsgebiet der Burg Blatnica.
1715 gab es 27 Haushalte in Ďanová, 1785 hatte die Ortschaft 66 Häuser und 462 Einwohner. 1828 zählte man 65 Häuser und 577 Einwohner, die als Landwirte beschäftigt waren. Bis zum 20. Jahrhundert besaßen die Geschlechter Prónay und Révay Ortsgüter.
Bis 1918 gehörte der im Komitat Turz liegende Ort zum Königreich Ungarn, kam danach zur Tschechoslowakei beziehungsweise heute Slowakei.

## Bevölkerung
| Jahr                | 1994 | 2004    | 2014     | 2024    |
| ------------------- | ---- | ------- | -------- | ------- |
| Anzahl der Personen | 474  | 488     | 559      | 554     |
| Unterschied         |      | +2,95 % | +14,54 % | −0,89 % |

| Jahr                | 2023 | 2024    |
| ------------------- | ---- | ------- |
| Anzahl der Personen | 562  | 554     |
| Unterschied         |      | −1,42 % |

Nach der Volkszählung 2011 wohnten in Ďanová 529 Einwohner, davon 509 Slowaken sowie jeweils ein Pole und Tscheche. 18 Einwohner machten keine Angabe zur Ethnie.
234 Einwohner bekannten sich zur Evangelischen Kirche A. B., 186 Einwohner zur Römisch-katholischen Kirche, zwei Einwohner zur Griechisch-katholischen Kirche und ein Einwohner zur Evangelisch-methodistischen Kirche; ein Einwohner bekannte sich zu einer anderen Konfession. 82 Einwohner waren konfessionslos und bei 23 Einwohnern wurde die Konfession nicht ermittelt.

## Bauwerke
- Glockenturm aus dem Ende des 19. Jahrhunderts

## Verkehr
Karlová ist über einen Abzweig aus der Straße 1. Ordnung 65 zu erreichen.